# Kholm
Kholm eller Khulm (dari: خلم), også kendt som Tashqurghan, er en by i det nordlige Afghanistan. Byen ligger i provinsen Balkh. i 2013 blev befolkningstallet estimeret til ca. 48.300 indbyggere.
- Wikimedia Commons har flere filer relateret til Kholm